# Перкинс (округ, Южная Дакота)
Округ Перкинс (англ. Perkins County) располагается в штате Южная Дакота, США. Официально образован в 1908 году. По состоянию на 2010 год, численность населения составляла 2982 человек.

## География
По данным Бюро переписи США, общая площадь округа равняется 7487 км2, из которых 7437 км2 суша и 49 км2 или 0,66 % это водоёмы.

## Население
По данным переписи населения 2000 года в округе проживает 3 363 жителей в составе 1 429 домашних хозяйств и 937 семей. Плотность населения составляет 0,50 человек на км2. На территории округа насчитывается 1 854 жилых строений, при плотности застройки около 0,25-ти строений на км2. Расовый состав населения: белые — 96,64 %, афроамериканцы — 0,15 %, коренные американцы (индейцы) — 1,64 %, азиаты — 0,24 %, гавайцы — 0,00 %, представители других рас — 0,51 %, представители двух или более рас — 0,83 %. Испаноязычные составляли 0,74 % населения независимо от расы.
В составе 27,30 % из общего числа домашних хозяйств проживают дети в возрасте до 18 лет, 57,80 % домашних хозяйств представляют собой супружеские пары проживающие вместе, 5,20 % домашних хозяйств представляют собой одиноких женщин без супруга, 34,40 % домашних хозяйств не имеют отношения к семьям, 32,90 % домашних хозяйств состоят из одного человека, 17,50 % домашних хозяйств состоят из престарелых (65 лет и старше), проживающих в одиночестве. Средний размер домашнего хозяйства составляет 2,31 человека, и средний размер семьи 2,93 человека.
Возрастной состав округа: 24,10 % моложе 18 лет, 5,60 % от 18 до 24, 23,40 % от 25 до 44, 23,20 % от 45 до 64 и 23,20 % от 65 и старше. Средний возраст жителя округа 43 лет. На каждые 100 женщин приходится 96,30 мужчин. На каждые 100 женщин старше 18 лет приходится 96,30 мужчин.
Средний доход на домохозяйство в округе составлял 27 750 USD, на семью — 33 537 USD. Среднестатистический заработок мужчины был 23 665 USD против 16 856 USD для женщины. Доход на душу населения составлял 15 734 USD. Около 12,40 % семей и 16,90 % общего населения находились ниже черты бедности, в том числе — 21,60 % молодежи (тех, кому ещё не исполнилось 18 лет) и 14,50 % тех, кому было уже больше 65 лет.